# Kvindehjerter (film fra 1924)
Kvindehjerter (originaltitel True as Steel) er en amerikansk stumfilm fra 1924 instrueret af Rupert Hughes.

## Medvirkende
- Aileen Pringle som Mrs. Eva Boutelle
- Huntley Gordon som Frank Parry
- Cleo Madison som Mrs. Parry
- Eleanor Boardman som Ethel Parry
- Norman Kerry som Harry Boutelle
- William Haines som Gilbert Morse
- Louise Fazenda som Miss Leeds
- Louis Payne som Jake Leighton
- William H. Crane som Fairfield
- Raymond Hatton
- Lucien Littlefield som  Mr. Foote